# Campeonato Mundial de Ciclismo BMX de 1996
El I Campeonato Mundial de Ciclismo BMX se celebró en Brighton (Reino Unido) entre el 16 y el 18 de agosto de 1996 bajo la organización de la Unión Ciclista Internacional (UCI) y la Federación Británica de Ciclismo.

## Resultados

### Masculino
| Evento  | Oro                     | Plata                             | Bronce                 |
| ------- | ----------------------- | --------------------------------- | ---------------------- |
| Carrera | Dale Holmes Reino Unido | Randy Stumpfhauser Estados Unidos | Florent Boutte Francia |
| Cruiser | Jamie Staff Reino Unido | Jason Richardson Estados Unidos   | Florent Boutte Francia |

### Femenino
| Evento  | Oro                         | Plata                          | Bronce                    |
| ------- | --------------------------- | ------------------------------ | ------------------------- |
| Carrera | Natarsha Williams Australia | Natascha Massop · Países Bajos | Kerstin Munski · Alemania |

## Medallero
| Núm. | País           | Oro | Plata | Bronce | Total |
| ---- | -------------- | --- | ----- | ------ | ----- |
| 1    | Reino Unido    | 2   | 0     | 0      | 2     |
| 2    | Australia      | 1   | 0     | 0      | 1     |
| 3    | Estados Unidos | 0   | 2     | 0      | 2     |
| 4    | Países Bajos   | 0   | 1     | 0      | 1     |
| 5    | Francia        | 0   | 0     | 2      | 2     |
| 6    | Alemania       | 0   | 0     | 1      | 1     |
|      | TOTAL          | 3   | 3     | 3      | 9     |